# Christoffer Aspgren
Christoffer Daniel Aspgren, född 20 september 1995, är en svensk fotbollsspelare som senast spelade för Gefle IF. Han avslutade karriären efter 2024 års säsong.

## Karriär
Aspgrens moderklubb är Marma/Mehedeby IF. Han spelade som ung även i Strömsbergs IF, Tierps IF och Gefle IF:s U-lag i Division 4. I oktober 2014 skrev Aspgren på sitt första A-lagskontrakt med Gefle. Efter säsongen 2015 lämnade han klubben.
I december 2015 värvades Aspgren av Sandvikens IF. I november 2017 förlängde han sitt kontrakt, och likaså förlängde Aspgren även sitt kontrakt i november 2018. I december 2019 förlängde Aspgren sitt kontrakt med ett år och i december 2020 förlänges kontraktet återigen med ett år. Efter säsongen 2021 lämnade han klubben.
I december 2021 blev Aspgren klar för en återkomst i Gefle IF. I november 2022 förlängde han sitt kontrakt med klubben, över säsongen 2024.